# Fluctuation quantique
 (septembre 2023).
Si vous disposez d'ouvrages ou d'articles de référence ou si vous connaissez des sites web de qualité traitant du thème abordé ici, merci de compléter l'article en donnant les références utiles à sa vérifiabilité et en les liant à la section « Notes et références ».
En physique quantique, une fluctuation quantique, ou fluctuation quantique du vide, est le changement temporaire du niveau d'énergie à un certain point de l'espace, expliqué par le principe d'indétermination de Heisenberg qui permet la création spontanée d'une paire virtuelle constituée d'une particule et d'une antiparticule.
Pour comprendre ce phénomène, il faut comprendre la nature du vide spatial conformément à la théorie des champs quantiques. Le vide est rempli d’ondes électromagnétiques fluctuantes. Le vide serait comme un océan où les fluctuations seraient représentées par des vaguelettes à sa surface. L'ensemble apparaît à première vue plat, mais de plus près nous voyons des petites fluctuations. Les ondes produites ont toutes les longueurs d'onde possibles. Le vide contient donc une certaine quantité d’énergie due à des photons à une échelle atomique appelée « énergie du point zéro ». Selon la mécanique quantique, l'énergie n'est pas toujours exactement définie, mais elle fluctue autour de sa valeur moyenne.
Dans l'analogie avec la vague, la création spontanée d'une paire virtuelle constituée d'une particule et d'une antiparticule serait un peu comme la création d'une vague d'onde sur une étendue d'eau calme et plate. Celle-ci présentant une vague supérieure au-dessus du niveau de l'eau et une partie inférieure au-dessous du niveau de l'eau représentant l'exact opposé de la vague supérieure par rapport au niveau de l'eau.  
Les fluctuations quantiques ont pu être à l'origine de la structure même de l'Univers. En effet, selon le modèle de l'inflation cosmique, les fluctuations qui existaient juste après le Big Bang ont été amplifiées et ont été la source des structures observées actuellement. Cette énergie du vide pourrait être la cause de l'accélération de l'expansion de l'Univers et expliquerait la constante cosmologique.
Selon une des formulations du principe, l'énergie et le temps peuvent être liés par :
{\displaystyle \Delta E\,\cdot \,\Delta t\geq {\frac {\hbar }{2}}}
Cette relation montre que de l'énergie peut être créée durant un temps très court, sans pour autant violer le principe de conservation de l'énergie, car leur existence est temporaire et leur énergie totale est nulle en raison de l'annihilation ultérieure. D'un point de vue ondulatoire, l'énergie d'un champ peut varier sur une durée brève : on dit que la valeur de l'énergie fluctue. 
D'autres grandeurs sont liées à des indéterminations de leur valeur, et peuvent donc fluctuer, généralement autour d'une valeur moyenne.
Les fluctuations quantiques du vide jouent un rôle essentiel dans de nombreux phénomènes physiques, notamment dans les processus de physique des particules, la physique nucléaire, la cosmologie et la gravité quantique. Par exemple, elles ont des implications dans la force de Casimir, où les fluctuations du vide entre deux plaques métalliques peuvent entraîner une force attractive entre ces plaques. La fluctuation quantique du vide est également responsable du rayonnement de Hawking.